# Arak
Arak este un oraș din Iran.